# Русько (Великопольське воєводство)
Русько (пол. Rusko, нім. Rusko, 1939-45: Adlershorst) — село в Польщі, у гміні Ярачево Яроцинського повіту Великопольського воєводства.
Населення — 893 особи (2011).
У 1975-1998 роках село належало до Каліського воєводства.

## Демографія
Демографічна структура станом на 31 березня 2011 року:
|          | Загалом | Допрацездатний вік | Працездатний вік | Постпрацездатний вік |
| -------- | ------- | ------------------ | ---------------- | -------------------- |
| Чоловіки | 459     | 125                | 288              | 46                   |
| Жінки    | 434     | 80                 | 267              | 87                   |
| Разом    | 893     | 205                | 555              | 133                  |